# Bernhardiner
Der Bernhardiner oder St. Bernhardshund ist eine von der FCI anerkannte Schweizer Hunderasse (FCI-Gruppe 2, Sektion 2.2, Standard Nr. 61).

## Herkunft und Geschichtliches
Unter dem Namen Bernhardiner werden die Hunde des Hospizes auf dem Grossen St. Bernhard verstanden, das um 1050 gegründet wurde. Hunde zur Unterstützung der Mönche werden etwa ab Ende des 17. Jahrhunderts vermutet. Die Mönche holten sich dazu Hunde aus der Umgebung, die zu den Vorfahren der heutigen Sennhunde zählen. Eine regelrecht durchgängige Zucht war auf der Passhöhe nicht möglich, immer wieder wurden Hunde nachgeholt, weil der Stamm erloschen war. In der Regel wurden die Hunde zudem nicht alt. 6 bis 8 Jahre waren auf Grund der äußeren Umstände üblich. Die frühen St. Bernhardshunde hatten mit den heutigen nur eine entfernte Ähnlichkeit, weder die Größe noch die Farben entsprachen dem heutigen Hundetyp. Erst im 19. Jahrhundert stabilisierte sich das Aussehen, der für die Arbeit auf dem Pass ungeeignete Langhaar kam hinzu; Deutschland, zum Beispiel, schuf unter dem Namen Alpenhund einen eigenen Standard. 1887 wurde der Schweizer Standard allgemein anerkannt und war fortan federführend.

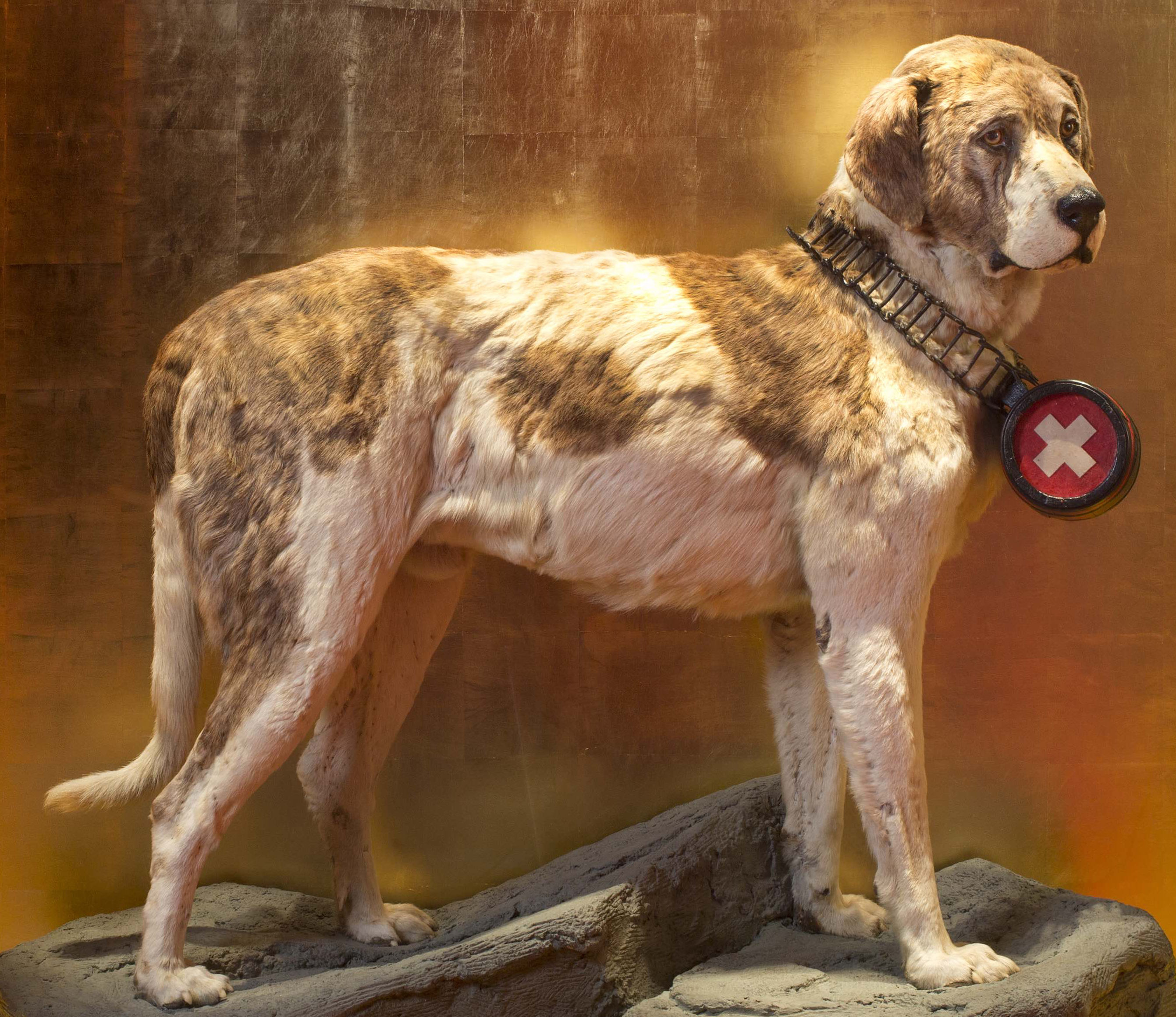
Barry als Exponat im Naturhistorischen Museum Bern

Bekannt wurde der Bernhardiner durch seine Nutzung als Lawinenhund bei den Augustiner-Mönchen des Hospizes auf dem Großen St. Bernhard und vor allem durch den Lawinenhund Barry, der über 40 Menschen das Leben gerettet haben soll. Der Bernhardiner ist auf Grund der Rassenentwicklung für diese Aufgabe nicht mehr gut geeignet; er ist schwer und zu massig geworden und wurde als Lawinenhund von Hunden anderer Rassen abgelöst. Es gibt aber noch vereinzelt Bernhardiner, die als Lawinenhund ausgebildet werden, beispielsweise in der Fondation Barry, welche ihren Sitz in Martigny hat und dort die Tradition der Bernhardiner pflegt. Hunde stellen bei der Suche nach Lawinenverschütteten eine unverzichtbare Hilfe dar, insbesondere, wenn das verschüttete Opfer nicht mit einem LVS-Gerät ausgestattet ist.

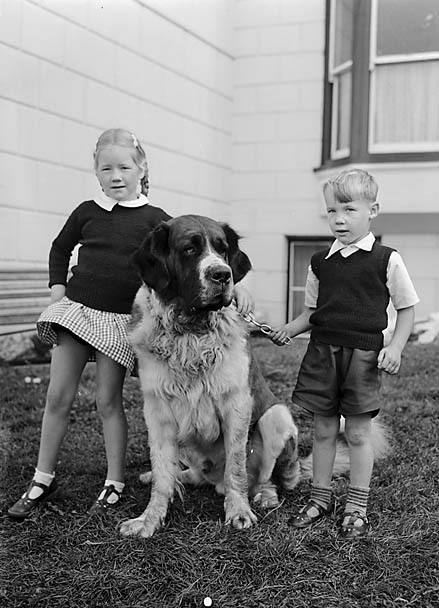
Bernhardiner mit Kindern (Wales 1952)

Heute ist der Bernhardiner ein Haus- und Begleithund. Seit 1884 gilt er als Schweizer Nationalhund.

## Zucht
Der Bernhardiner war Anfang des 20. Jahrhunderts wesentlich leichter und kleiner als heute. Als Rettungshund ist der Bernhardiner seit Jahrzehnten ungeeignet und kann heute auch nicht mehr als Gebrauchshund geführt werden. Manche Wissenschaftler sehen Anzeichen von Qualzucht in einigen Zuchtlinien.

## Beschreibung
Der Bernhardiner erreicht eine Widerristhöhe von bis zu 90 cm. Die Behaarung, langhaarig oder stockhaarig, ist sehr dicht und glatt anliegend, in weiß mit rotbraun oder rotbraun mit weiß in verschiedenen Abstufungen. Sie sollten weiße Flecken (Abzeichen) an Brust, Pfoten, Nase, Hals und Rutenspitze haben. Erwünschte Abzeichen sind eine weiße Halskrause und eine symmetrische dunkle Maske.

## Wesen
Der Bernhardiner ist ein großer, kräftiger Hund. Trotz seiner imposanten Größe ist er sehr sensibel und hat einen zuverlässigen Charakter. Er ist sehr sanftmütig und liebevoll, sogar mit Fremden. Insgesamt ist er ein ausgeglichener, ruhiger Hund, der aufgrund seiner Anhänglichkeit engen Kontakt zur Familie braucht. Er zeigt ausgeprägtes Beschützerverhalten, ist selbstsicher und sein „Dickkopf“ ist typisch für die Rasse.

## Gesundheit
Die Rasse ist stark von Hüftgelenksdysplasie betroffen. Daneben ist eine familiäre Häufung von Osteosarkom (Knochenkrebs) beschrieben. Darüber hinaus leidet diese Rasse wie viele große Hunde verstärkt an Magendrehung.
Wie die meisten großen Hunderassen hat der Bernhardiner eine vergleichsweise geringe Lebenserwartung. 30 Prozent der Hunde sterben vor dem Alter von fünf Jahren, 52 Prozent vor dem Alter von acht Jahren, und 74 Prozent werden keine zehn Jahre alt.

## Vermarktung

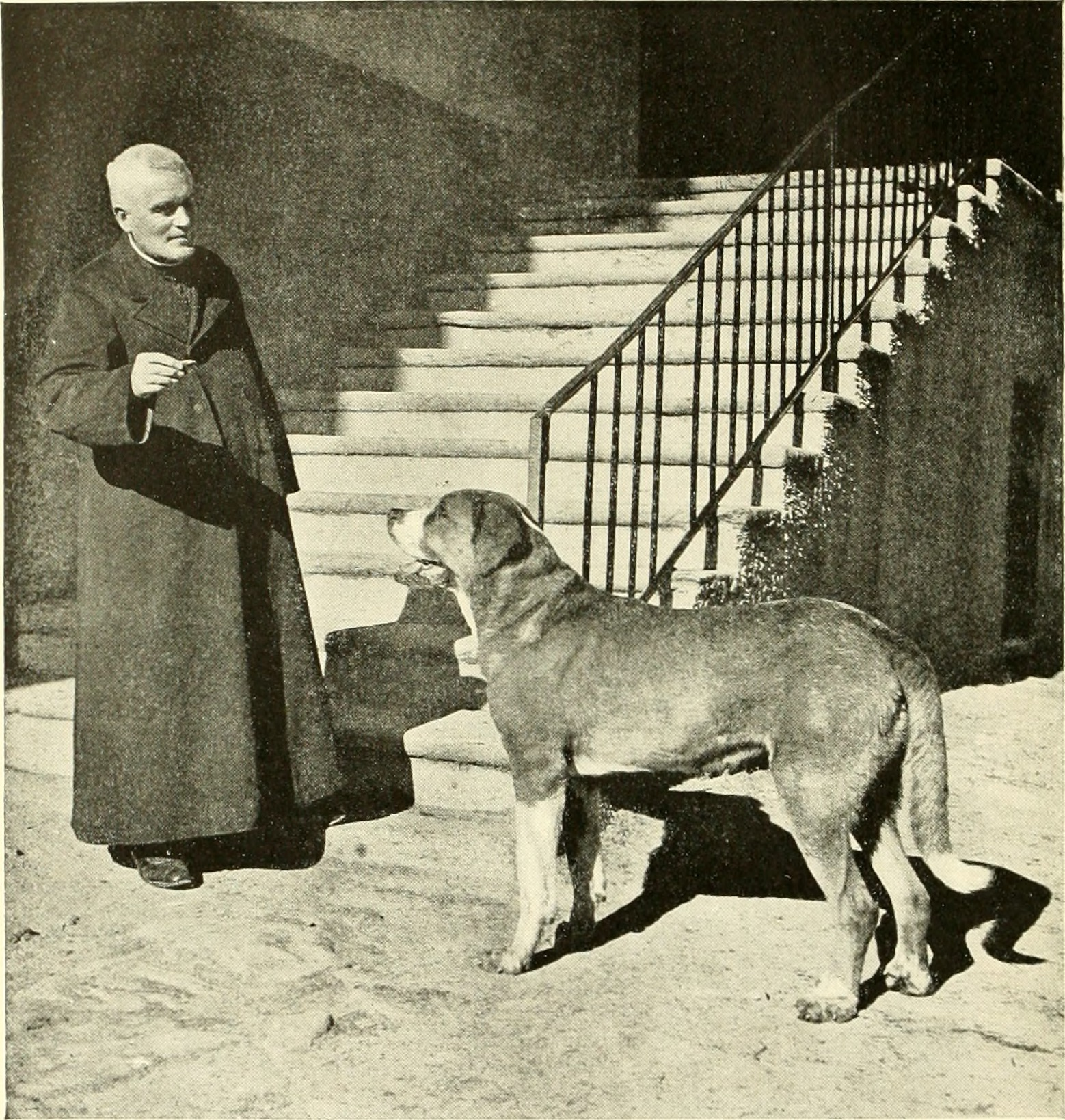
Hospiz am Großen St. Bernhard: Ein Rettungshund mit seinem Herrn (spät. 1919)

Bis ins Jahr 2005 war das Hospiz auf dem Großen Sankt Bernhard der Hauptzuchtort der Rasse. In diesem Jahr verkauften die Augustiner-Chorherren die Zucht an die Fondation Barry du Grand-St-Bernard, eine Stiftung, die nun die Zucht weiterführt. Während der Sommermonate befindet sich allerdings etwa die Hälfte der Hunde auf dem Hospiz. Dies war von den Chorherren als Bedingung für den Verkauf bestimmt worden, weil die Hunde eine wichtige Touristenattraktion auf dem Pass darstellen. Eine große Zahl von Souvenirs mit den legendären Hunden wird feilgeboten.
Im Juni 2006 wurde in einem alten Militärarsenal in Martigny das Musée et Chiens du Saint-Bernard eröffnet. Das Museum zeigt, neben lebenden Exemplaren, alle möglichen Exponate mit Bezug zum Bernhardinerhund, darunter Briefmarken aus aller Welt und Bilder von Barry als Werbeträger.

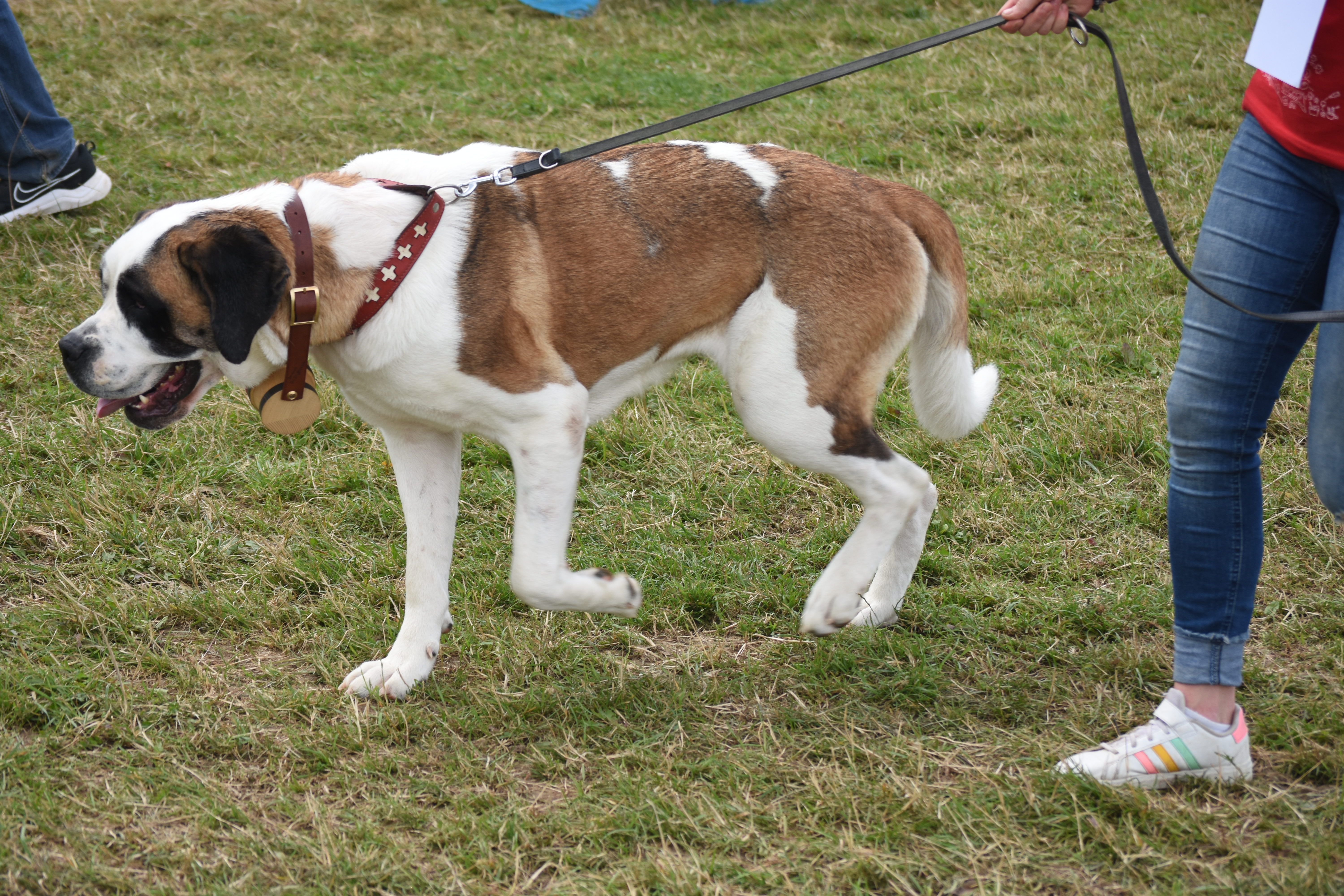
Das Fässchen hat keine Öffnung. Dieser Bernhardiner wird an einem Folkloreumzug präsentiert

Viele der mythischen Geschichten um den Hund sind denn auch frei erfunden, wurden aber so oft weitererzählt und umgeschrieben, dass es schwierig ist, Wahrheit von Legende zu trennen. Dazu zählt auch das berühmte Schnapsfässchen, das die Hunde auf vielen Abbildungen um den Hals tragen, angeblich um den Lawinenopfern daraus einen Schluck zur Aufwärmung zu geben. Die Legende entstammt vermutlich einem Brief, den einer der Soldaten Napoleons beim Zug über den St. Bernhard schrieb. Die völlig überforderten Chorherren hatten die Hunde als Transporttiere eingesetzt, um den erschöpften Soldaten Verpflegung zu bringen. In diesem Brief stand: «Wir staunen darüber, dass es in diesem Kloster sehr große Hunde gibt, die Reisende aufspüren, die im Schnee verloren gingen. Sie richten sie auf, bieten ihnen Branntwein dar, den sie um den Hals gebunden mitführen, und führen sie ins Haus.» Die Geschichte wurde mündlich weitererzählt und in verschiedenen Filmen als Motiv aufgenommen, ihr Wahrheitsgehalt ist jedoch höchst umstritten. Einige der erhalten gebliebenen Fässchen zeigen, dass es sich wohl nur um ein Schmuckstück handelte, denn diese Fässer haben keine Öffnung. Dazu wäre das Fass für die Hunde bei der Suche nach Verschütteten im tiefen Schnee sehr hinderlich – ganz abgesehen von der Tatsache, dass der Konsum von Alkohol bei Unterkühlung kontraproduktiv ist.